# Ștefan Agopian

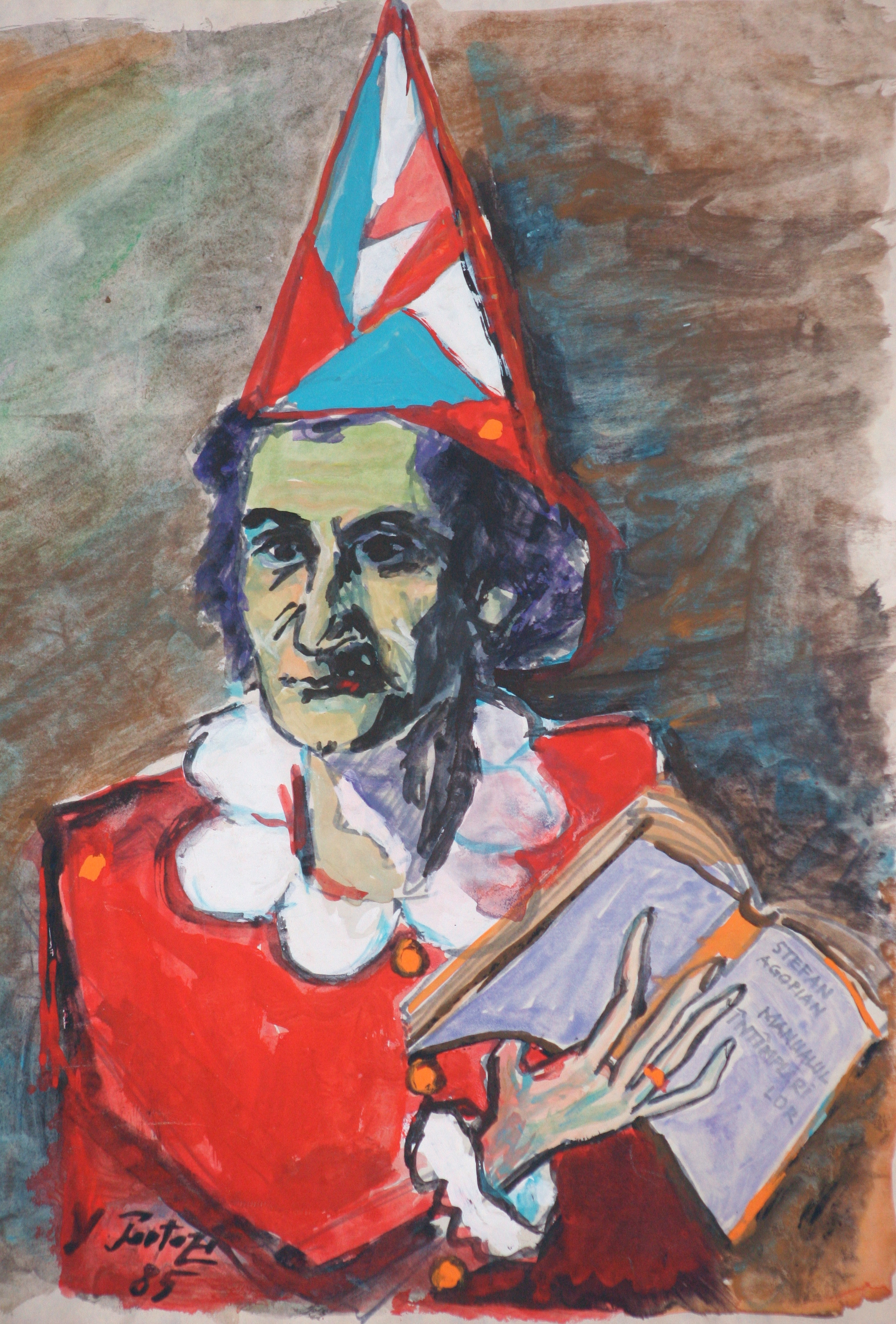
Ștefan Agopian - portrete realizate de către Valeriu Pantazi

Ștefan Agopian (n. 16 iunie 1947, București) este un prozator și un publicist român contemporan, de origine armeană. 

## Biografie
Scriitorul Ștefan Agopian este fiul lui Ștefan (Arșag) Agopian și al Mariei, născută Sacoșan. Bunicii materni, Ana Damian (n. 2 februarie 1921) și Sebastian Sacoșan, erau la origine bănățeni care s-au mutat la Craiova în anul 1918. Aici aveau o casă cu o mică prăvălie pe Calea Severinului. Bunicii paterni erau Sarchis Agopian (născut la Jurilovca în 1905) și Virginia, mici negustori armeni care aveau o băcănie în satul Luncavița. În anul 1911, din cauză că micul magazin din Luncavița a dat faliment, pleacă în Anglia căutând un trai mai bun. Se întoarce în anul 1913 și își mută familia ce avea în componență trei fete și doi băieți la București pe strada "10 Mese" într-o casă care există și astăzi. După moartea lui Sarchis Agopian, familia se mută pe strada Călușei în atenansele avocatului Gioroceanu. Starea financiară precară a familiei îl determină pe Ștefan Arșag să se angajeze ca ucenic la un atelier de cizmărie. În data de 16 iunie 1947 se naște scriitorul Ștefan Agopian care a fost botezat sub numele de Gheorghe, tatăl său declarându-l în acte, oficial ca Ștefan. În familie se mai naște o fată, pe numele de Virginia pe 9 mai 1951. Până în 1951, Ștefan va fi crescut fie de bunica sa maternă din Craiova, fie de surorile tatălui său.
Primele șapte clase, Ștefan Agopian le face la Școala generală nr.50 în perioada 1954 - 1961, școală care se afla la intersecția străzilor Aliman și Ion Maiorescu. Începând din anul 1961 urmează cursurile Liceului „Iulia Hașdeu” din București unde obține rezultate mediocre, excepție făcând pasiunea sa pentru chimie, unde excelează. Pe băncile liceului începe să scrie poezie și obține premiul I la un concurs de poezie școlar. După bacalaureat, accesează, în 1965, cursurile Facultății de Chimie a Universității din București. Debutează în acest an cu cinci poezii în „Povestea vorbei”, supliment al Revistei Ramuri condusă de Miron Radu Paraschivescu. În perioada 1965 - 1968 scrie foarte mult proză scurtă, teatru și poezie și ca urmare este exmatriculat de la Universitate pe motiv de absenteism. În acești ani o cunoaște pe viitoarea sa soție Cristina Mamali. 
Urmează o perioadă 1970 - 1973 mai grea, perioadă în care nu-și găsește loc de muncă și este întreținut de către tatăl său, dă meditații și scrie volumul de proză scurtă „În după amiaza aceea” pe care-l depune spre publicare la Editura Cartea Românească, dar pe care-l retrage din cauza apariției „Tezelor din iulie” ale lui Nicolae Ceaușescu. În această perioadă îi cunoaște pe poeții Valeriu Pantazi și Iolanda Malamen prin intermediul cărora intră în boema bucureșteană. Leagă cu această ocazie o strânsă prietenie cu Valeriu Pantazi care, așa cum declară el însuși, i-a schimbat viața.
Printr-o relație de familie îl cunoaște pe Alexandru Paleologu, care în acel moment îndeplinea funcția de redactor la Editura Cartea Românească, și care-l sfătuiește să scrie un roman. În 1971 termină romanul „Ziua mâniei” și Paleologu îi promite că-l va publica. În anul 1973 se angajează la "Institutul de studii și proiectări pentru îmbunătățiri funciare" (ISPIF) în funcția de desenator tehnic, de fapt el îndeplinind funcția de dispecer într-un atelier de proiectare. Urmează anul 1974, an marcat de căsătoria sa cu psihologul Cristina Mamali și de noua sa pasiune de numismat. În acest an abandonează romanul început în anul 1972, „Tache de catifea”, începe „Manualul întâmplărilor” pe care-l abandonează după prima povestire. La Cercul de numismatică al Casei Armatei îl cunoaște în anul 1977 pe Nichita Stănescu care-l încurajează în continuarea „Manualului întâmplărilor” și cu ajutorul lui Valeriu Pantazi care-l cunoștea pe scriitorul Mircea Ciobanu îl determină pe acesta din urmă să citească romanul „Ziua mâniei” și să-l publice la Editura Cartea Românească în 1979.
Publică „Tache de catifea” în 1981, romanul „Tobbit” în 1983, „Manualul întâmplărilor” în 1984 pentru care ia Premiul pentru proză al Uniunii Scriitorilor.
Ștefan Agopian are doi copii Ioan Agopian (n. 1979) și Ana Agopian (n. 26 septembrie 1983).

## Debut literar
Anul debutului literar este 1979, moment când este publicat romanul „Ziua mâniei”, roman care va beneficia de critică literară din partea lui:
- Eugen Simion - care consideră că scriitorul trebuie „să iasă din literatura pe care a citit-o și să-și inventeze propria tipologie literară"
- Laurențiu Ulici - care crede că „intruziunea viitorului în prezent, a prezentului în trecut și a trecutului în viitor... complică lectura și face să se vadă într-un fel obositor propriul ei artificiu".
- Eugen Negrici - salută noua apariție editorială și-i prevede un viitor strălucit.

## Publicist
Inaugurează în anul 1990 în Luceafărul rubrica „Momos” pe care o va edita săptămânal până în 1994. În 1992, acceptă să lucreze la ziarul „Cotidianul” al lui Nicolae Prelipceanu ca șef al secției politice de unde este dat afară împreună cu Prelipceanu și Florin Iaru, în 1993, din cauza unor conflicte cu Ion Rațiu, patronul ziarului. În perioada 1995 - 2000 conduce Editura Ararat la propunerea lui Varujan Vosganian. O dată cu venirea anului 1997 se angajează ca redactor la Academia Cațavencu la propunerea lui Ioan T. Morar. La Academia Cațavencu a publicat, de-a lungul celor două decenii petrecute în componența redacției, printre altele, un serial despre viața în comunism, unul despre prietenul său apropiat Nichita Stănescu și alte articole de sine stătătoare. După publicarea în 2008 a masivului volum Istoria critică a literaturii române al criticului Nicolae Manolescu, a semnalat în mai multe articole greșeli și inacurateți ale cărții. 
În 2011 au avut loc două licitații pentru trademark-ul Academia Cațavencu, din cauza datoriilor acumulate de trustul de presă din care făcea parte revista. Întrucât redacția, reprezentată de Doru Bușcu, nu a reușit să câștige a doua licitație (prima fusese câștigată, însă Doru Bușcu nu a reușit să strângă banii în timpul prevăzut de lege), întreaga echipă editorială și-a dat demisia și a fondat o nouă revistă, numită Cațavencii. Astfel Ștefan Agopian este în prezent redactor la revista Cațavencii, unde publică un serial numit Scriitor în comunism, recenzii și alte articole ocazionale. A fost de asemenea colaborator la 24-FUN.
Din mai 2002 a fost redactor șef la suplimentul „Ziua literară” a ziarului „Ziua”.

## Stil literar
Proza lui  Ștefan Agopian a fost comparată cu realismul magic al lui Gabriel Garcia Marquez. În general, întâmplările cărților sale sunt situate în trecutul istoric, fapt despre care Agopian declara într-un interviu din 2006: 
„Am început cu Primul Război Mondial în Ziua mîniei. Un prieten bun al meu, regretatul Mircea Nedelciu, îmi zicea: „dacă trăiești destul de mult, vei ajunge în preistorie“. Eu am mers tot timpul înapoi. Era o forma reflexă de apărare vizavi de cenzură și de comunism. N-am făcut-o dintr-un calcul precis, ci mai mult din instinct. Cenzura era foarte atentă la literatura care se ocupa de prezent, la Buzura, de exemplu.” Erotismul joacă un rol central în opera sa, sexualitatea fiind înfățișată franc și fără pudoare.